# ドロタ・メディンスカ
ドロタ・メディンスカ（Dorota Medyńska、女性、1993年4月25日 - ）は、ポーランドのバレーボール選手。ポジションはリベロ。ポーランド代表。

## 来歴
2005年、TOP Bolesławiecへ入団し、バレーボール選手としてのキャリアをスタートさせる。2011年にImpel Wrocławへ加入し、3シーズンプレーした後、2014-15シーズンからはBudowlani Łódźへ移籍した。
2013年、ポーランド代表に初選出される。2014年のヨーロッパリーグでは銅メダルを獲得、ワールドグランプリでは正リベロを務めた。

## 球歴
- ワールドグランプリ - 2013年、2014年

## 所属クラブ
- Impel Wrocław（2011-2014年）
- Budowlani Łódź（2014-2016年）
- ムシニアンカ・ムシナ（2016-2018年）
- DevelopRes SkyRes Rzeszów（2018-2019年）